# Бенеке, Фридрих Вильгельм
Фридрих Вильгельм Бенеке (27 марта 1824, Галле — 16 декабря 1882, Марбург) — германский врач, бальнеолог, педагог и медицинский писатель.

## Биография
В 1846 году поступил в Гёттингенский университет изучать медицину, в 1846 году получил там степень доктора медицины за диссертацию «De ortu et causis monstrorum disquisitio». Затем несколько месяцев учился в Праге и в том же году вернулся в родной город, где открыл врачебную практику. В 1848 году был призван на фронт войны за Шлезвиг-Гольштейн как военный врач в составе ганноверской армии. В период с 1849 по 1851 годы он стажировался в Немецком госпитале в Лондоне и владел медицинской практикой в Ганновере, а в летнее время был правительственным врачом-бальнеологом на курорте Регенсбурга.
В 1853 году стал лейб-медиком великого герцога Ольденбургского. В 1855 году стал первым врачом-бальнеологом в Бад-Наухайме и тогда же получил право читать лекции в Марбурге. В 1858 году стал директором патолого-анатомического института в Марбурге и тогда же был введён в состав Тайного лекарственного совета, в 1863 году был назначен адъюнкт-профессором патологической анатоми и общей патологии, в 1867 году стал полным профессором, до конца жизни совмещая с преподаванием работу бальнеологом в Бад-Наухайме.
Стараниями Бенеке были устроены санатории для детей на побережье Северного моря. По его инициативе был создан «союз для совместных работ по научной медицине» («Verein für gemeinschaftliche Arbeiten zur Förderung der wissenschaftlichen Heilkunde»); он же редактировал орган этого союза («Correspondenzblatt des Vereins etc.» и «Archiv des Vereins etc.»). Наибольшее значение принадлежит его работам по бальнеологии и о патологии обмена веществ: «Der phosphorsaure Kalk in physiologischer und pathologischer Beziehung» (Геттинген, 1850); «Zur Entwickelungsgeschichte der Oxalurie» (Геттинген, 1852); «Grundlinien der Pathologie des Stoffwechsels» (Берлин, 1874); «Constitution und constitutionelles Kranksein des Menschen» (Марбург, 1881). Бенеке написал также ряд работ по гигиене и статистике.